# Farlowella vittata
Farlowella vittata — вид риб з підродини Farlowella родини Лорікарієві ряду сомоподібні.

## Опис
Загальна довжина сягає 22,5 см. Голова струнка. Морда тонка, кінчик дещо піднято догори. У самців під час нересту з боків голови з'являються короткі одонтоди (шкіряні зубчики). Самиці мають тоншу морду, яка залишається гладенькою. Очі опуклі, наділені мембраною захисту, що використовуються для регулювання проходження сонячного світла. Рот невеличкий. Тулуб подовжений. Хвостове стебло вкрай тонке. З боків тулуба проходять 30 кісткових пластин, розташованих в й лінію. Спинний і анальний плавці розташовані навпроти одного. Грудні плавці невеличкі, трохи широкі. Черевні плавці крихітні. Хвостовий плавець з ниткоподібними доволі довгими виростами на кінцях.
Забарвлення зверху від кінчика носа до хвостового плавця коричневого кольору. Боки мінливі: від оливково-зеленого до оливково-жовтого забарвлення. Довга темна смуга поширюється з кінця голови до хвостового стебла. Черево має блідо-білого кольору з жовтуватим відтінком. Спинний, грудні та анальний плавці напівпрозорі. Хвостовий плавець темніше боків.

## Спосіб життя
Демерсальна риба. Зустрічається в річках з повільною течією, каламутною і стоячою водою. Тримається нижніх шарів води. Доволі повільна, малорухлива риба. Утворює невеличкі косяки. Вдень ховається серед рослинності та під корчами. Активна у присмерку та вночі. Живиться водоростями.
На початку нересту самиця відкладає ікру на поверхні протягом ночі, а самець запліднює її. Потім самець залишається поруч з ікринками, щоб захистити їх від хижаків. Мальки з'являються через 9 діб.

## Розповсюдження
Мешкає у басейні річки Оріноко — в межах Колумбії та Венесуели.